# Sojuz 15
Sojuz 15 (kod wywoławczy Дунай - Dunaj) miał być drugą misją odwiedzającą radziecką stację kosmiczną Salut 3, prawdopodobnie w celach wojskowych. Była to 22. radziecka wyprawa załogowa.

## Załoga

### Podstawowa
- Giennadij Sarafanow (1)
- Lew Diomin (1)

### Rezerwowa
- Boris Wołynow (2)
- Witalij Żołobow (1)

### Druga rezerwowa
- Wiaczesław Zudow (1)
- Walerij Rożdiestwienski (1)

## Przebieg misji
Lot był stosunkowo krótkotrwały, przebiegał w czasie od 26 do 28 sierpnia 1974 roku, kończąc się po upływie dwóch dni i dwunastu minut. Mimo pomyślnego zbliżenia do orbitującej stacji, kosmonauci nie zdołali zacumować do niej ze względu na awarię w automatycznym systemie dokowania. Jako że pojazd nie dysponował ilością paliwa wystarczającą na serię prób dokowania ręcznego, misja została przerwana. Wadliwe urządzenia przeprojektowano przed kolejną misją.
Start Sojuza 15 odbył się w nocy. Po raz pierwszy też w porze nocnej nastąpiło lądowanie. Kabina z kosmonautami wylądowała 28 sierpnia 1974 roku o godzinie 23:10 czasu moskiewskiego, w odległości 48 km na południowy zachód od miasta Celinograd. Przy tej okazji wypróbowano metody i środki poszukiwań obiektu i ewakuacji ludzi z niego w warunkach nocnych. Pomimo trudnej sytuacji meteorologicznej lądownik został szybko zlokalizowany.
 
Lew Diomin – pierwszy kosmiczny dziadek  – przygotowywał się do lotu od jedenastu lat. Do oddziału kosmonautów został przyjęty w roku 1963.

## Wersja oficjalna
Lot miał na celu przeprowadzenie ważnych doświadczeń nie związanych wprawdzie bezpośrednio ze wspólnym lotem radziecko-amerykańskim Sojuz-Apollo, ale mającym wpływ na lepsze przygotowanie przyszłych załóg. W czasie misji Sojuza 15 wykonane zostały liczne eksperymenty w dziedzinie manewrowania statkiem i operacji spotkania z drugim obiektem kosmicznym. Obiekt ten stanowiła w tym przypadku stacja Salut 3. Wypróbowano metody i środki poszukiwań obiektu załogowego i ewakuacji ludzi z niego w warunkach nocnych.